# Lepinia marquisensis
Lepinia marquisensis là một loài thực vật có hoa trong họ La bố ma. Loài này được Lorence & W.L.Wagner mô tả khoa học đầu tiên năm 1997.